# Književnost u 1622.
◄◄ | ◄ | 1619. | 1620. | 1621. | 1622.  | 1623. | 1624. | 1625. | ► | ►►
Arhitektura • Astronomija • Glazba • Kazalište • Kiparstvo • Knjige • Književnost • Kršćanstvo • Medicina • Politika • Pravo • Promet • Slikarstvo • Znanost
Književnost u 1622.

## Svijet

### Rođenja
- 15. siječnja – Molière, francuski komediograf, scenarist i književnik († 1673.)

## Hrvatska i u Hrvata

### Književna djela
- Suze sina razmetnoga Ivana Gundulića

## Vanjske poveznice
|  | Zajednički poslužitelj ima još gradiva o temi Književnost u 1622. |